# Platylabus rufus
Platylabus rufus là một loài tò vò trong họ Ichneumonidae.